# Championnat de Belgique de football de troisième division 1940-1941
Navigation
saison précédente saison suivante
Le Championnat de Belgique de football de Promotion (D3) belge 1940-1941 ne s'est pas déroulé. En raison de la Seconde Guerre mondiale, la Fédération belge de football n'organise que des rencontres régionales.
La saison 1940-1941 du football belge n'est pas comptabilisée officiellement.
En fin de saison, un "tour final officieux" regroupe les vainqueurs de divers groupes régionaux. Deux clubs théoriquement de "Division 1 (D2)" y participent. Ces deux formations sont:
- Beeringen FC
- R. Stade Waremmien FC

Les autres séries nationales et provinciales ne se déroulent pas. Après l'exode entraîné par le déferlemment des troupes allemandes puis le lent "retour à la normale", les déplacements ne sont pas évidents. Soit les clubs ne disposent pas des moyens pour se déplacer, soit l'occupant nazi interdit tout voyage.
En septembre 1941, les championnats reprennent, dans une large mesure, sur base de la situation figée en mai 1939.